# گوجر (راور)
گوجر (راور)، روستایی از توابع بخش مرکزی شهرستان راور در استان کرمان ایران است.

## جمعیت
این روستا در دهستان راور قرار دارد و جمعیت آن در سال ۱۳۹۵ شمسی ۹۰۰ نفر (۲۰۰ خانوار) بوده‌است.